# Chaiten (kommun i Chile)
Chaiten är en kommun i Chile.   Den ligger i provinsen Provincia de Palena och regionen Región de Los Lagos, i den södra delen av landet, 1 100 km söder om huvudstaden Santiago de Chile.
I omgivningarna runt Chaiten växer i huvudsak blandskog. Trakten runt Chaiten är nära nog obefolkad, med mindre än två invånare per kvadratkilometer.